# Slobodan Kuzmanovski

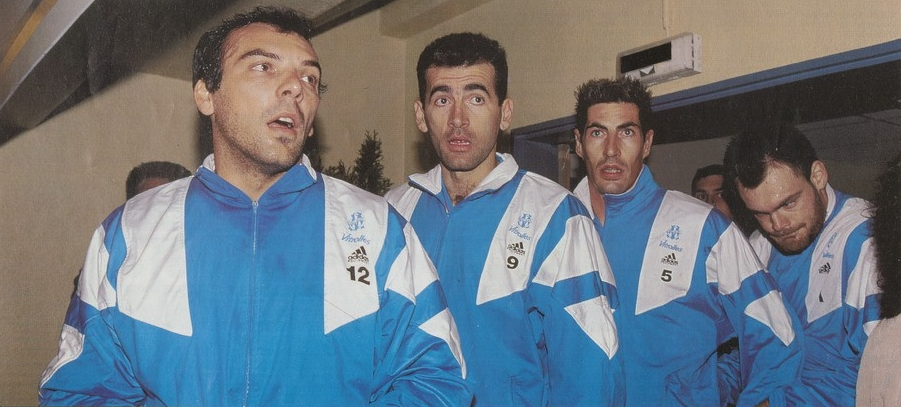
Kuzmanovski au deuxième rang derrière Bašić, et devant Volle et Martini lors de la saison 92/93 de l'OM Vitrolles.

Slobodan Kuzmanovski, né le 11 juin 1962 à Šabac (Yougoslavie, aujourd'hui Serbie, est un ancien handballeur serbe évoluant au poste d'arrière droit. Il est notamment champion olympique en 1984

## Biographie

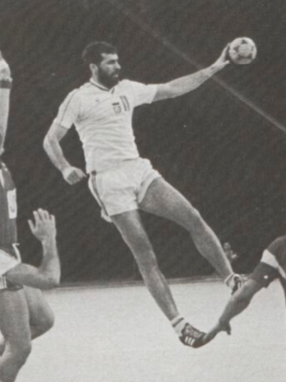
Kuzmanovski avec la Yougoslavie en 1988.

En 1991, il quitte le club suisse du TSV St Otmar St-Gall pour rejoindre l'OM Vitrolles en compagnie notamment des Yougoslaves Mirko Bašić et de Mile Isaković.

En 1996, après la disparition de l'OM Vitrolles, il rejoint d'abord l'Italie et le Pallamano Parma (it) puis en novembre l'Espagne et le Ademar León.

## Palmarès

### En club
Compétitions internationales
- Coupe d'Europe des clubs champions
  - Vainqueur (2) : 1985, 1986
  - Finaliste en 1984
- Coupe d'Europe des vainqueurs de Coupe
  - Vainqueur  (1) : 1993[4]
  - Finaliste en 1994.

Compétitions nationales
- Championnat de Yougoslavie
  - Vainqueur  (7) : 1982 à 1988
- Coupe de Yougoslavie
  - Vainqueur  (4) : 1980, 1983, 1984, 1986
  - Finaliste en 1988
- Championnat de France
  - Vainqueur  (2) : 1994, 1996
  - Vice-champion en 1992, 1993, 1995
- Coupe de France
  - Vainqueur  (2) : 1993, 1995.
  - Finaliste en 1992, 1996.

### En équipe nationale
- Jeux olympiques
  -  Médaille d'or aux Jeux olympiques de 1984 à Los Angeles,  États-Unis
  -  Médaille de bronze aux Jeux olympiques de 1988 à Séoul,  Corée du Sud
- Championnat du monde
  - 4e place au Championnat du monde 1990